# Mar Chao López
Mar Chao López (Vigo, 1974) es una ingeniera de caminos, canales y puertos española especializada en el sector portuario. Desde 2023 es presidenta de la Autoridad Portuaria de Valencia, siendo la primera mujer en ocupar este cargo en la historia de la institución.

## Trayectoria
Estudió ingeniera de caminos, canales y puertos en la Universidad de La Coruña. Posteriormente, se licenció en derecho por la Universidad Abierta de Cataluña y amplió su formación con un Máster en Administración de Empresas (MBA) por la Escuela de Negocios IESIDE. Inició su carrera profesional en 2001 en el Departamento de Explotación de la Autoridad Portuaria de Vigo, donde trabajó hasta 2006. Ese año fue nombrada directora general de Transportes de la Junta de Galicia, cargo que conllevaba también la presidencia del ente público Puertos de Galicia, responsabilidades que ejerció hasta 2009.
Posteriormente, ocupó diversos cargos en el sector privado, entre ellos el de directora general del Grupo Reyser. También desempeñó funciones como responsable de la unidad de prestación de servicios en el puerto de La Coruña y fue miembro del consejo de administración del Puerto de Ferrol. Entre 2017 y 2021, fue responsable del área comercial y desarrollo de negocio, para posteriormente ocupar el cargo de directora de explotación en la entidad estatal Puertos del Estado. En enero de 2022, se incorporó al grupo Inditex como responsable de transporte intermodal.
Al año siguiente, en 2023, regresó al sistema portuario estatal como directora comercial de la Autoridad Portuaria de Valencia, antes de ser nombrada presidenta de la institución ese mismo año, y convirtiéndose en la primera mujer en ocupar este cargo en la historia de la organización. Durante su presidencia se han reactivado proyectos estratégicos de transformación y crecimiento de la dársena valenciana, como los de la nueva Terminal Norte y la Zona de Actividades Logísticas. También ha impulsado la puesta en marcha de la primera Autopista Ferroviaria de España entre el Puerto de Valencia y Madrid.
En paralelo a su carrera profesional, Chao también preside la Asociación de Mujeres en el Transporte y la Logística (MELYT), desde la que se impulsan iniciativas orientadas a promover la igualdad de género en el sector, con el objetivo de fomentar la participación activa de las mujeres en el ámbito del transporte y la logística.

## Reconocimientos
En 2024, Mar Chao López fue distinguida con el premio al Dirigente Logístico José Luis Carreras, otorgado por el Centro Español de Logística (CEL), en reconocimiento a su trayectoria profesional y su labor al frente del Puerto de Valencia. Ese mismo año, fue incluida en el listado de las 50 personas más influyentes del ámbito marítimo, elaborado por la revista Forbes Nautik, que destaca perfiles clave en el desarrollo del sector. También en 2024, recibió el Premio a la profesionalidad de la Asociación de Empresarias y Profesionales de Valencia (EVAP), junto con otras cuatro profesionales, como Margarita Parra, Elisabeth Arrojo, Marta Campo y Amparo Martínez, por su desempeño y contribución en sus respectivos ámbitos laborales.